# 马颂德
马颂德（1946年7月—），男，江苏吴县人，生于上海，中国计算机专家，中国科学院自动化研究所研究员，曾任中华人民共和国科学技术部副部长，欧美同学会副会长，第八、第九届全国政协委员。

## 生平
2001年6月，中国科学技术协会第六次全国代表大会召开，并选举其出任第六届全国委员会顾问。2014年2月21日，欧美同学会·中国留学人员联谊会第七届理事会第一次会议召开，选举其出任第七届理事会副会长。